# Dưa hành

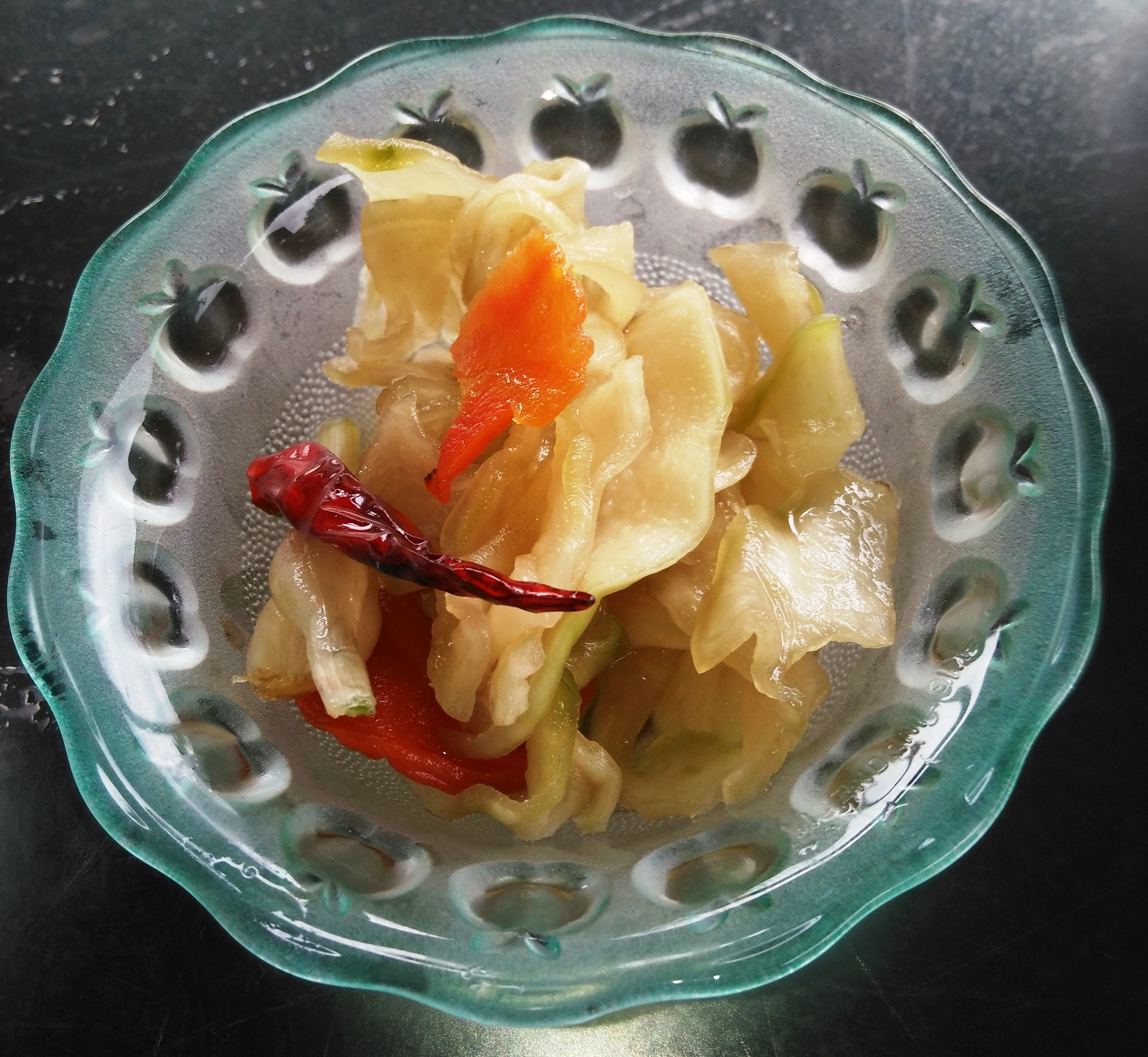
Dưa món (dưa hành)

Dưa hành, hay hành muối, dưa món, là một loại dưa muối dùng nguyên liệu chính là hành củ muối chua theo phương thức lên men vi sinh. Cùng với thịt mỡ và bánh chưng, dưa hành thịnh hành như một đồ ăn không thể thiếu trong ngày tết cổ truyền của cộng đồng người Việt khắp cả nước đặc biệt là miền Bắc Việt Nam.

## Nguyên liệu
Nguyên liệu để muối dưa hành rất đơn giản bao gồm: củ của một loại hành (tên khoa học: Allium chinense - người Việt Nam quen gọi là "củ kiệu") đã được phơi khô chưa bóc vỏ ngoài già màu vàng sậm, củ nhỏ cỡ khoảng bằng đầu ngón tay người lớn hay hơn một chút, và muối ăn. Hành củ chọn loại đều, chắc củ, không bị thối hỏng, bóc bỏ lớp vỏ già bên ngoài sẽ lộ ra thân củ màu trắng hoặc trắng hơi ngả tím. Tuy nhiên, kinh nghiệm của nhiều bà nội trợ cho rằng sử dụng củ hành trắng hay hành hương ăn ngon và thơm hơn hành tía. Hành tía hăng, cay hơn khiến cho vại dưa lâu chín hơn.
Một số nguyên liệu khác có thể đi kèm: cải bẹ (dùng để xếp lớp bổ sung vào vại muối hành); mía lót đáy vại, đường, rượu trắng, dấm bỗng (khiến dưa hành chóng chua hơn, có thể không cần). Tro bếp, phèn chua hoặc nước vo gạo như một dạng thức phụ gia để ngâm hành trước khi muối.
Loại hành allium cepa (mà người Việt Nam quen gọi là "hành tây") không thích hợp để làm nguyên liệu cho món dưa hành này.

## Quy trình thực hiện
Cách làm dưa hành không mấy cầu kỳ: hành củ lựa chọn sơ bộ rồi đem ngâm một ngày một đêm trong nước vo gạo, nước tro bếp hay nước pha phèn chua có thêm chút muối cho độ mặn vừa phải, măn mẳn nhằm làm cho hành chắc củ và bớt hăng. Qua một ngày đêm thì đổ bỏ nước vo gạo (hay nước tro) và lại thay bằng nước lã pha muối ngâm thêm một ngày để hành trắng và giòn. Sau đó người nội trợ đem hành ra bóc bớt vỏ già bên ngoài để lộ phần vỏ trắng của hành, cắt bỏ rễ, rửa lại trong nước pha muối loãng cho thật sạch và để ráo nước trước khi cho vào vại muối. Một số nơi nếu có điều kiện muối hành lâu có thể không cần bóc bớt vỏ già, để nguyên củ cho vào vại muối dưa đến khi đem ra ăn mới bóc bỏ vỏ.
Đun sôi nước, pha muối theo một tỷ lệ nhất định (thường mỗi lít nước khoảng 50g muối), chút đường trắng, nếu muốn chua nhanh có thể cho chút rượu trắng hoặc dấm. Nếu có mía thì không cần đường. Để nước nguội bớt, âm ấm bớt trước khi muối hành.
Mía róc vỏ chẻ khẩu nhỏ xếp lót xuống đáy lọ thủy tinh hay vại sành, sau đó xếp hành củ vào lọ. Nếu muối xen kẽ với cải bẹ thì cải bẹ được xếp lớp cứ một lớp cải một lớp hành. Đổ nước muối đã pha lên ngập nguyên liệu trong lọ rồi dùng vỉ tre gài chặt, dùng vật nặng nén lại như muối các loại dưa khác.
Một số nơi không dùng nước muối pha đậm để muối hành ngay từ đầu mà rắc muối bọt với hành, cứ một lớp hành một lớp muối. Sau một thời gian (khoảng 1 tuần) trút bỏ nước muối mặn chát thôi ra trong lọ, đem hành ra rửa sơ và pha nước muối mới loãng hơn đổ vào lọ. Cách làm cầu kỳ này giúp hành trắng, giòn và ít bị nẫu.

## Biến tấu

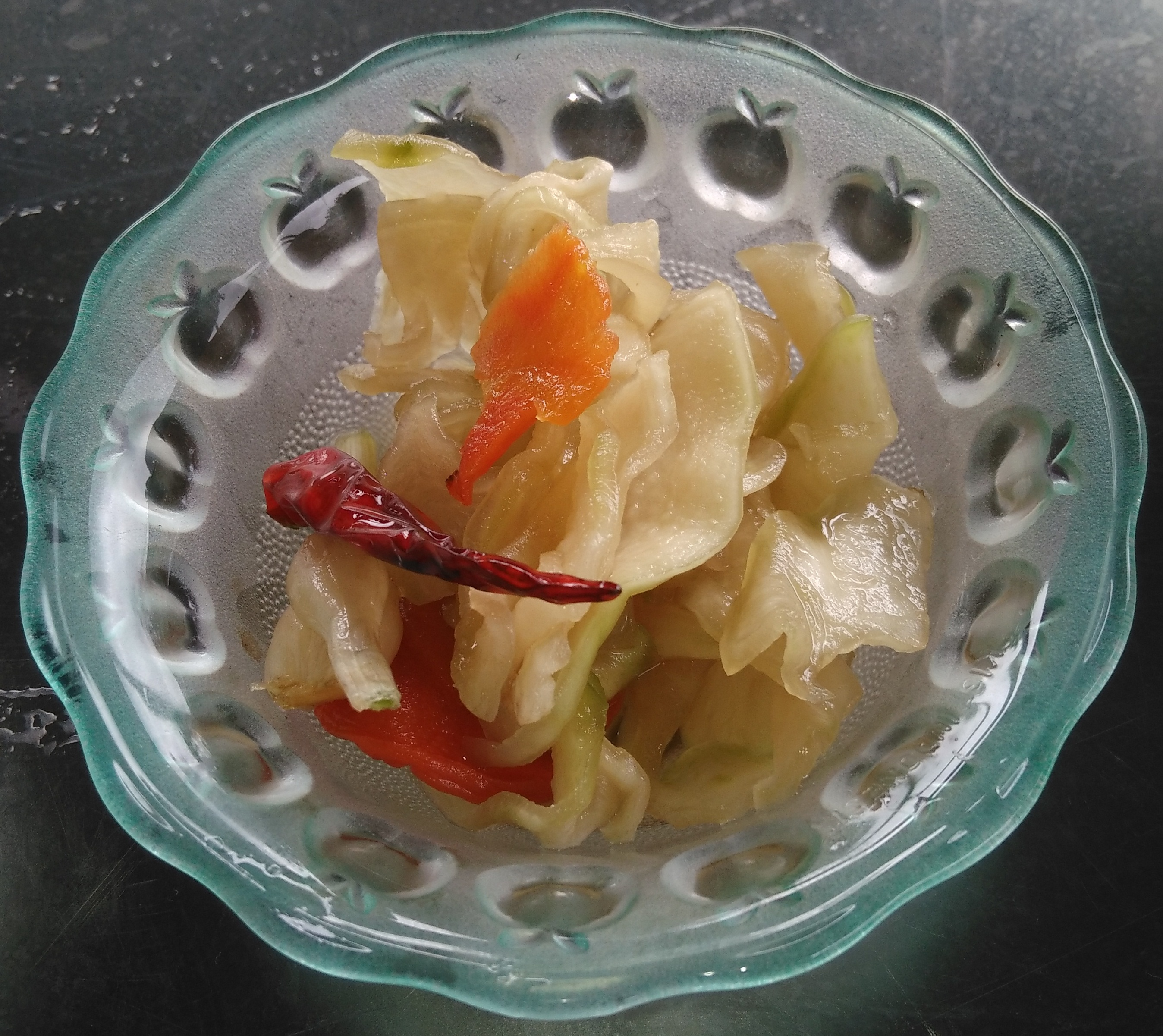
Dưa món trong ngày Tết

Dưa kiệu sử dụng củ kiệu muối chua cũng có thể coi là một dạng biến thể của dưa hành. Trong khi tại miền Trung và Nam Việt Nam dưa kiệu thường được làm vào dịp Tết Nguyên Đán để ăn kèm bánh tét, tại miền Bắc Việt Nam dưa kiệu thường được bán kèm với thịt lợn quay. Dưa kiệu cũng thường được sử dụng để làm một trong những loại rau cho món nộm bao tử, nộm sứa v.v.

## Sử dụng
Dưa hành sẽ chín (chua dịu nhẹ, hết hăng) trong một khoảng thời gian tương đối dài tính từ khi bắt đầu muối. Tùy thuộc thời tiết, loại hành và phương thức muối dưa, dưa cần được làm trước tết cả tháng (với hành để nguyên không bóc bỏ bẹ già, chỉ dùng muối như gia vị chính) hoặc nửa tháng (với hành bóc vỏ), hay một tuần (với chút dấm, rượu trắng và đường gia thêm vào vại dưa để sản phẩm nhanh chua) để kịp bày lên mâm cỗ tết. Dưa ngon nhất khi củ hành có màu trắng nuột, độ chua vừa phải không bị hăng cay, ăn giòn và không bị ủng nẫu.
Dưa hành thường được sử dụng như một đồ ăn kèm với bánh chưng hoặc với các loại thịt nhiều mỡ (thịt đông, thịt kho Tàu, thịt luộc) để chống ngấy trong những ngày tết. Những chất đạm, chất béo của mâm cao cỗ đầy ngày Tết được vị chua dịu, cay nhẹ của dưa hành chế hóa, vừa giúp gia tăng hương vị vừa giúp cơ thể tiêu hóa đồ ăn.
Với việc muối dưa bài bản và giữ gìn vệ sinh cẩn thận, vại dưa hành cũng có thể để rất lâu không hỏng dành ăn hàng tháng sau tết. Dưa hành bảo quản trong tủ lạnh sẽ sử dụng được lâu hơn.

## Trong thơ văn
Câu đối ngày Tết, dưa hành được đặt trong đối trọng với tràng pháo:
Thịt mỡ, dưa hành, câu đối đỏ
Cây nêu, tràng pháo, bánh chưng xanh
Củ dưa hành cũng trở thành khái niệm để chỉ bản tính của một số người đàn ông (thường là chồng và gia đình nhà chồng) lọ mọ, chi li, tiểu tiết, thể hiện qua câu thành ngữ: Đo lọ nước mắm, đếm củ dưa hành.